# Carl Hoepcke
Carl Franz Albert Hoepcke (Striesa, Brandemburgo, 25 de junho de 1844 — Florianópolis, 8 de janeiro de 1924) foi um empresário teuto-brasileiro.

## Vida
Filho de Ludwig Heinrich Carl Höpke (sic) (Nieder Neuendorf, 15 de abril de 1810 — 1853) e Henriette Caroline Friederike Hackradt, mais conhecida como Liptée, (Gramzow, 7 de agosto de 1813 — Florianópolis, 21 de junho de 1894). Casou com Bertha Pirath (Hellenthal, 21 de junho de 1852 — Florianópolis, 27 de abril de 1879), com quem teve cinco filhos. Em segundas núpcias casou com Anna Haendchen (São Pedro de Alcântara, 29 de setembro de 1851 — Florianópolis, 8 de abril de 1929), com quem teve dois filhos.

## Origem
Partiu para o Brasil em 14 de junho de 1863 com sua mãe e os irmãos Paul Hoepcke (Striesa — Weimar) e Bertha Caroline Hoepcke (Striesa, 9 de fevereiro de 1850 — Florianópolis, 25 de abril de 1880), incentivados por seu tio Ferdinand Hackradt, proprietário de um estabelecimento comercial em Florianópolis, na época denominada Desterro.
Estabeleceu-se inicialmente na colônia Blumenau, onde permaneceu por aproximadamente três anos, partindo com a família para Desterro, a fim de trabalhar como contador na firma de seu tio Hackradt.
Em 1870 substituiu seu tio Hackradt no cargo de cônsul alemão em Desterro, assumindo o consulado definitivamente em 1885, tornando-se consul-honorário da Alemanha em 1904.
Está sepultado no Cemitério São Francisco de Assis (Florianópolis), na parte conhecida como Cemitério Alemão.

## Empresas

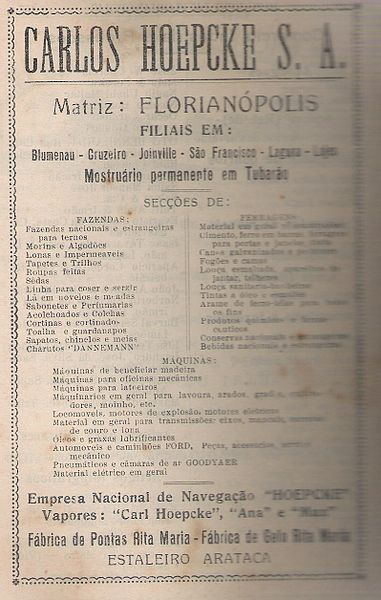
Inserção comercial no Guia do Estado de S. Catharina, 1941. Cruzeiro é o atual município de Joaçaba

Carl Hoepcke foi um empresário dos ramos industrial, comercial e da navegação, com empresas sediadas em Desterro, destacando-se dentre seus empreendimentos:

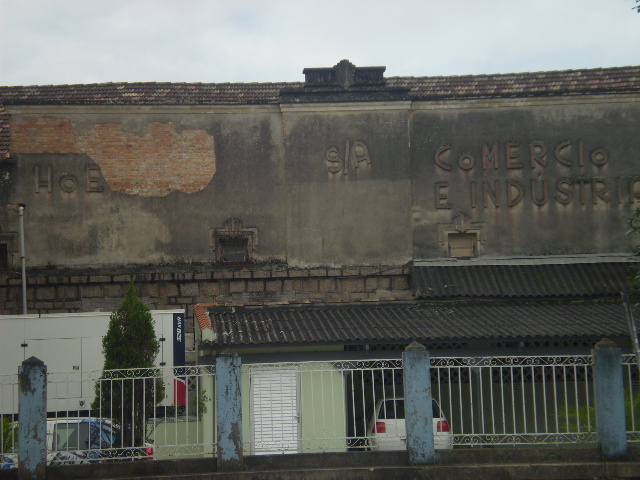
A Casa Hoepcke de Tubarão, ao lado da estação ferroviária, em fotografia de 2 de novembro de 2008, registrada da Avenida Marcolino Martins Cabral

- Empresa Nacional de Navegação Hoepcke (ENNH)
- Fábrica de Rendas e Bordados Hoepcke
- Fábrica de Pontas Rita Maria
- Fábrica de Gelo Hoepcke
- Casa Hoepcke: Empresa comercial com sede em Florianópolis, com as então popularmente conhecidas "filiais da Casa Hoepcke" sediadas nos municípios de Blumenau, Curitiba, Joaçaba, Joinville, Lages, Laguna, São Francisco do Sul e Tubarão.

## Destino
Carl Hoepcke está enterrado no Cemitério São Francisco de Assis, em Florianópolis, no bairro Itacorubi, na parte conhecida como Cemitério Alemão. Localizada em um ponto elevado do cemitério, a área dedicada aos membros da família Hoepcke contém dois monumentos fúnebres de beleza ímpar, resguardando os restos mortais de Liptée e Ferdinand Hackradt, respectivamente sua mãe e o tio que incentivou a família Hoepcke a vir para o Brasil.

## Instituto Carl Hoepcke (ICH)
A fim de promover a cultura e preservar a memória de Carl Hoepcke, bem como o patrimônio histórico por ele legado, foi criado o Instituto Carl Hoepcke (ICH) em 7 de junho de 2004, presidido pelas suas bisnetas, Annita Hoepcke da Silva e Silvia Hoepcke da Silva, filhas do ex-governador catarinense Aderbal Ramos da Silva.